# Симон, Клод
Клод Эжен Анри Симо́н (фр. Claude Simon, 10 октября 1913[…], Антананариву — 6 июля 2005[…], Париж) — французский писатель

, лауреат Нобелевской премии по литературе (1985).

## Биография
Симон родился 10 октября 1913 года в Антананариву, в семье французского военного, который вскоре погиб на полях Первой мировой войны. Мальчик воспитывался в Перпиньяне матерью, а после её смерти от рака в 1924 году — бабушкой. В юности Симон много занимался живописью и фотографией.
В 1936 году Симон отправился в Барселону, чтобы воевать на стороне республиканцев против Франко.
После начала Второй мировой войны Симон был призван в армию, служил в кавалерии и попал в плен. Бежал, участвовал во французском Сопротивлении.
После войны начал писать прозу. Его принято причислять к школе «нового романа».
Симон скончался 6 июля 2005 года в Париже. Похоронен на кладбище Монмартр.

## Произведения
- 1945 : Le Tricheur, Éditions du Sagittaire
- 1947 : La Corde raide, Éditions du Sagittaire
- 1952 : Gulliver, Calmann-Lévy
- 1954 : Le Sacre du Printemps, Calmann-Lévy
- 1957 : Le Vent. Tentative de restitution d’une retable baroque, Éditions de Minuit
- 1958 : L’Herbe, Éditions de Minuit
- 1960 : La Route des Flandres, Éditions de Minuit
- 1962 : Le Palace, Éditions de Minuit
- 1966 : Женщины Femmes (по двадцати трём картинам Жуана Миро), Éditions Maeght
- 1967 : Histoire, Éditions de Minuit
- 1969 : La Bataille de Pharsale, Éditions de Minuit
- 1970 : Orion aveugle, Skira
- 1971 : Les Corps conducteurs, Éditions de Minuit
- 1973 : Triptyque, Éditions de Minuit
- 1975 : Leçon de choses, Éditions de Minuit
- 1981 : Георгики Les Géorgiques, Éditions de Minuit, ISBN 2-7073-1950-3
- 1984 : Волосы Вероники La Chevelure de Bérénice, Éditions de Minuit (переиздание текста «Женщин»)
- 1986 : Стокгольмская речь Discours de Stockholm, Éditions de Minuit
- 1987 : L’Invitation, Éditions de Minuit
- 1988 : Album d’un amateur, Rommerskirchen
- 1989 : L’Acacia, Éditions de Minuit
- 1992 : Photographies, 1937—1970, Éditions Maeght
- 1994 : Correspondance avec Jean Dubuffet, L'Échoppe
- 1997 : Le Jardin des Plantes, Éditions de Minuit
- 2001 : Le Tramway, Éditions de Minuit
- 2006 : Oeuvres, Collection Pléiade